# Jadwiga Dziubińska
Jadwiga Dziubińska (ur. 10 września 1874 w Warszawie, zm. 28 stycznia 1937 tamże) – polska działaczka ruchu ludowego, posłanka na Sejm Ustawodawczy (1919–1922), autorka nowatorskich programów pedagogicznych. Założyła wiele szkół rolniczych, m.in. w Sokołówku, Pszczelinie k. Brwinowa, Kruszynku i Starym Brześciu.

## Życiorys

### Młodość i edukacja
Urodziła się w Warszawie 10 września 1874 w zamożnej rodzinie inteligenckiej. Ojciec – Apolinary Dziubiński – był głównym księgowym Banku Przemysłowców Warszawskich. Zarabiał dużo, dostarczał środków finansowych na prowadzony przez żonę „otwarty dom”. Matka – Zofia z Grynwaldów – zajmowała się wychowaniem sześciorga dzieci. Rodzice stworzyli gromadce pociech idealne warunki do pełnego rozwoju psychicznego i fizycznego. Jednakowo dbali o edukację oraz wychowanie chłopców i dziewcząt. Jadwiga Dziubińska początkowo uczyła się w domu, później pobierała regularne lekcje w szkole średniej na pensji Henryki Czarnockiej, po ukończeniu której rozpoczęła studia w tajnej uczelni, nazywanej Uniwersytetem Latającym. W latach 1891–1894 studiowała jednocześnie nauki biologiczne, społeczno-pedagogiczne i historyczno-literackie. Na ukształtowanie jej poglądów mieli niewątpliwe wpływ znakomici uczeni – wykładowcy tej uczelni: Piotr Chmielowski, Wacław Nałkowski, Ludwik Krzywicki, Edward Abramowski.

### Praca oświatowa
W latach 1895–1896 Jadwiga Dziubińska prowadziła pracę oświatową w czytelniach Warszawy i jej okolicy. Momentem przełomowym w jej życiu były letnie wakacje 1897 spędzone z rodzicami na wsi. Poznała wtedy nowy świat, o którym w swoim życiorysie tak pisała: W tych czasach gorących obudziło się we mnie pragnienie całkowitego poświęcenia się pracy nad rozbudzeniem wsi. Wyjechałam w Kieleckie do wsi Chwaliboskie [współcześnie dzielnica Sławkowa], gdzie mieszkałam półtora roku w chacie wiejskiej, prowadząc tajne nauczanie dzieci, wieczorami zaś zbierając i młodzież. W czasie obchodów setnej rocznicy Mickiewiczowskiej w 1897 jeździłam od wsi do wsi, urządzając konspiracyjne odczyty i gawędy o Mickiewiczu. Jak bardzo serdecznie wówczas zżyłam się z ludnością miejscową i poznałam ich dzień powszedni.
W 1899 ukończyła dwuletnie kursy pszczelniczo-ogrodnicze w Warszawie. Po ich zakończeniu i zaznajomieniu się z trudnymi warunkami życia na wsi Jadwiga Dziubińska poświęcała się organizowaniu ośrodków kultury dla młodzieży wiejskiej, gdzie miały się łączyć zajęcia rolnicze i gospodarskie z kształceniem ogólnym i wychowaniem.
Jej zamiary zbiegły się z poczynaniami Warszawskiego Towarzystwa Pszczelniczo-Ogrodniczego. Dzięki wspólnym staraniom w Otrębusach k. Brwinowa powstał ośrodek kształcenia młodzieży wiejskiej nazywany „Pszczelinem”. Była to szkoła męska utrzymywana ze składek społeczeństwa i subwencji Warszawskiego Towarzystwa Pszczelniczo-Ogrodniczego. Od 1900 funkcję kierowniczki powierzono Jadwidze Dziubińskiej. Opracowany przez nią nowatorski program nauczania realizowany w ciągu rocznego kursu stawiał na pierwszym miejscu następujące zadania: dobre przygotowanie uczniów do zawodu, rozbudzanie zainteresowań ogólnych i kulturalnych, wychowanie w duchu patriotycznym i przygotowanie do czynnego życia społecznego. Założyła w Pszczelinie pierwszą spółdzielnię uczniowską. Całe szkolne życie oparte było na samorządzie, do którego na równych prawach należeli nauczyciele i uczniowie.
W latach 1901–1902 odbyła podróż do Czech, Niemiec, Danii, Szwecji i Belgii w celu zapoznania się z programami oraz metodami kształcenia i wychowania na uniwersytetach ludowych w szkołach rolniczych. Po powrocie do kraju była od 1903 współorganizatorką a następnie kierowniczką kursów ochroniarskich w „Mariadwinku” pod Warszawą.
W 1904 przybyła na Kujawy. Tu w Kruszynku, w majątku Ireny Haackowej, z jej inicjatywy, powstała szkoła dla dziewcząt-przyszłych dobrych gospodyń. Uczennice przyswajały wiedzę z zakresu racjonalnego żywienia, szycia, tkactwa, uprawy roli i chowu zwierząt. W utworzonej na miejscu ochronce, wychowanki zdobywały umiejętności pracy z dziećmi w wieku przedszkolnym. Ciekawą formą kształcenia były wycieczki do pobliskich zakładów pracy, wycieczki po kraju, a nawet wyjazdy za granicę. W szkole dużą uwagę zwracano na wychowanie estetyczne. Jako jedna z czołowych działaczek oświatowych skupionych wokół „Zarania”, położyła zasługi w wypracowaniu nowych programów nauczania i koncepcji szkolnictwa ludowego. Pomagała w organizacji innych szkół typu pszczelińskiego: w Sokołówku i Gołotczyźnie.

### I wojna światowa
Po wybuchu I wojny światowej w 1914, po przymusowym zamknięciu szkoły w Kruszynku Jadwiga Dziubińska przybyła do Warszawy, gdzie pracowała w Polskim Towarzystwie Pomocy Ofiarom Wojny. W maju 1915 wyjechała do Rosji w „najdłuższą podróż swego życia”. W latach 1915–1917 z ramienia PTPOW dostarczała odzież, żywność, organizowała pomoc lekarską dla Polaków – jeńców i uchodźców wojennych. Objeżdżając obozy syberyjskie niosła więźniom słowa otuchy, zachęcała zesłańców do organizowania się i zakładania kół samopomocy.

### W wyzwolonej Polsce
Jesienią 1918 powróciła do wyzwolonej Polski. Zaangażowała się w działalność Polskiego Stronnictwa Ludowego „Wyzwolenie”, w którym była członkinią Komisji Rewizyjnej (1921) oraz Zarządu Głównego (1921–1923, 1927–1931). Z ramienia stronnictwa została 25 stycznia 1919 posłanką do Sejmu Ustawodawczego z włocławskiego okręgu wyborczego. Pracowała w trzech komisjach: oświaty, ochrony zdrowia i opieki społecznej. W komisji oświaty wykazywała największą aktywność, szczególnie w przygotowaniu projektu ustawy o ludowych szkołach rolniczych. Projekt w lipcu 1920 został przyjęty przez Sejm. Jadwiga Dziubińska, wraz z innymi przedstawicielami komisji sejmowej jeździła po Polsce, typując majątki ziemskie do założenia szkół rolniczych. W marcu 1922 pojawiła się w Starym Brześciu i uczestniczyła w wytyczeniu ziemi z państwowego majątku pod budowę szkoły. Drugą częścią jej aktywności w tym czasie była działalność na rzecz repatriacji Polaków z Rosji. Po 1918 publikowała w tygodniku „Wyzwolenie”, organu PSL „Wyzwolenie”.
Po 1922 wycofała się z życia politycznego i ponownie zajęła się krzewieniem oświaty. Prowadziła Instytut Oświaty i Kultury im. Stanisława Staszica. Jego celem było „budzenie i ogniskowanie wszelkich poczynań oświatowych i kulturalnych ludzi na całym obszarze Rzeczypospolitej oraz krzewienie zasady wolności obywatelskiej”. W 1925 brała udział w pracach Państwowej Rady Rolniczej, jako przedstawicielka ludowych szkół rolniczych. W 1927 stworzyła Seminarium dla Nauczycielek Szkół Rolniczych, wraz z Uniwersytetem Ludowym w Sokołówku. Była rzeczniczką organizowania różnych form dokształcania młodzieży wiejskiej. Uczestniczyła także w kształtowaniu programów kształcenia uniwersytetów ludowych prowadzonych przez Centralny Związek Młodzieży Wiejskiej, a po rozłamie w tej organizacji w 1928 współpracowała ze Związkiem Młodzieży Wiejskiej RP Wici.

## Upamiętnienie
- patronka Zespołu Szkół Centrum Kształcenia Rolniczego w Zduńskiej Dąbrowie w Nowych Zdunach
- patronka Zespołu Szkół Przyrodniczo-Biznesowych w Tarcach koło Jarocina
- w Białej Podlaskiej jedna z ulic nosi jej imię

## Ordery i odznaczenia
- Krzyż Niepodległości
- Krzyż Oficerski Orderu Odrodzenia Polski – 2 maja 1923 „za zasługi, położone dla Rzeczypospolitej Polskiej na polu pracy oświatowej i społecznej”[4][5]